# Кассельский
Ка́ссельский — посёлок в Нагайбакском районе Челябинской области России. Административный центр Кассельского сельского поселения.

## Этимология
Название получил в память о сражении русских войск с наполеоновской армией рядом с городом Касселем в Германии 30—31 сентября 1813 года.

## История
Посёлок основан в 1842 году, первоначально имел статус военного поселения — Пост № 1 Оренбургского казачьего войска в новолинейном районе. 

## Население
| 2002 | 2010 |
| ---- | ---- |
| 1224 | ↘998 |

## Улицы
| - ул. Красноармейская, - ул. Ленина, - ул. Молодёжная, - ул. Победы, | - ул. Садовая, - ул. Советская, - ул. Труда, - ул. Шевская. |

## Инфраструктура
В посёлке находятся музей национальных культур, школа, детский сад, отделение «Почты России».